# Carreira (Leiria)
Carreira is een plaats (freguesia) in de Portugese gemeente Leiria en telt 1337 inwoners (2001).